# Onderhoudsbedrijf Leidschendam

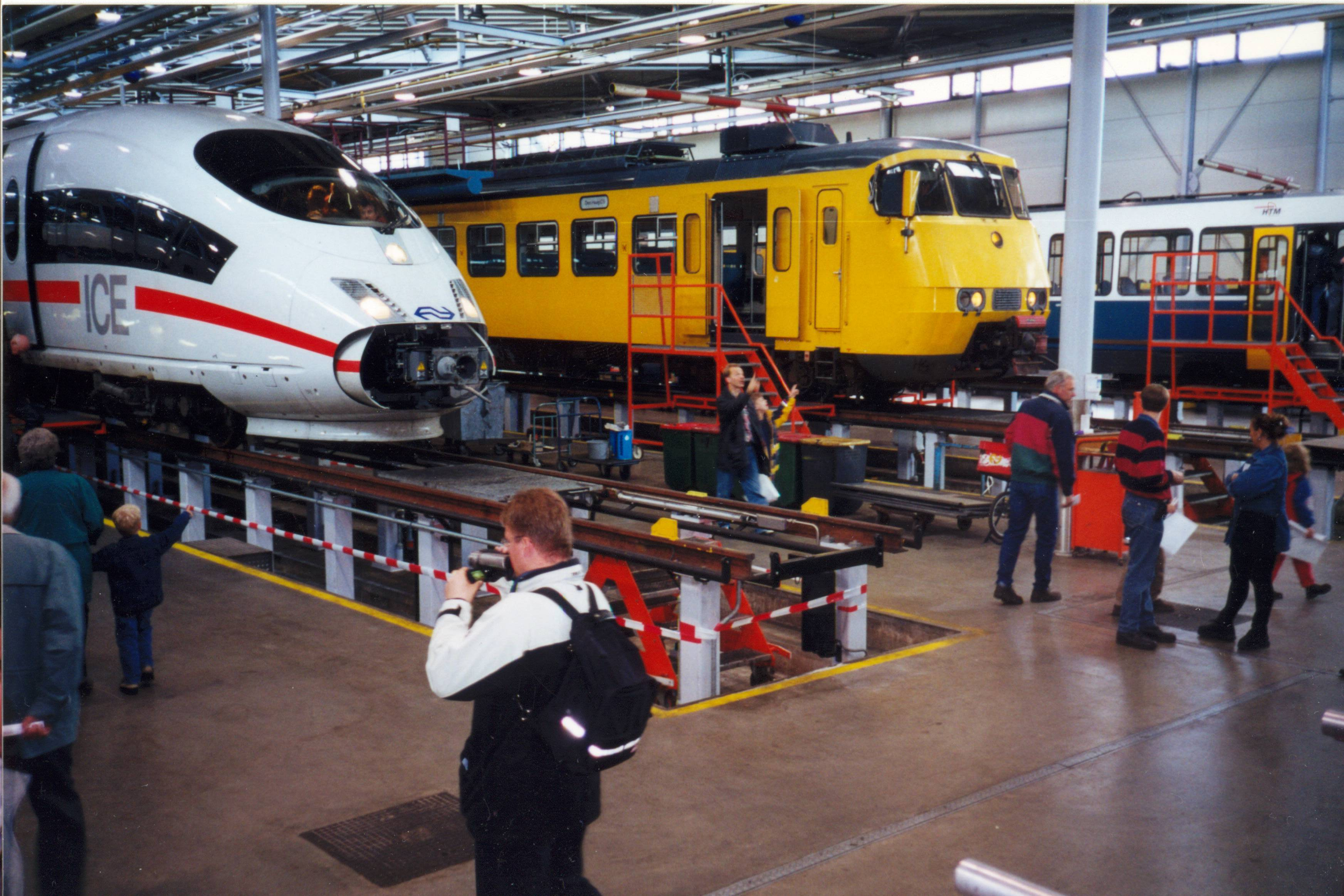
Open dag in de Lijnwerkplaats Leidschendam in 2000. Links een ICE-treinstel, rechts een SGM-treinstel

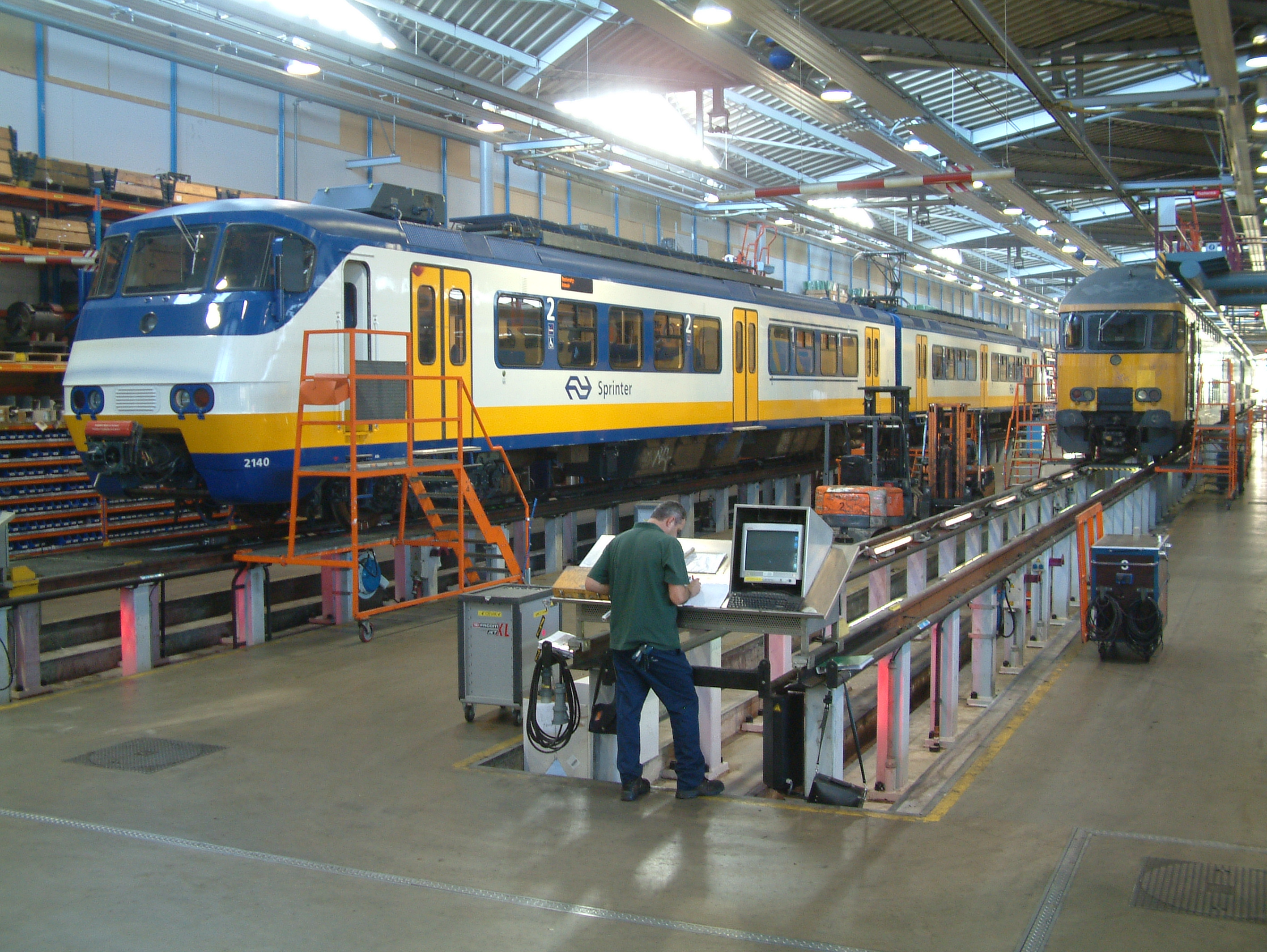
Open dag in de Lijnwerkplaats Leidschendam bij het honderdjarige bestaan in 2008. Links een SGM-treinstel, rechts een Dubbeldekker; 9 oktober 2008

Het Onderhoudsbedrijf Leidschendam is een werkplaats van de Nederlandse Spoorwegen voor onderhoud aan elektrisch reizigersmaterieel in Leidschendam, sinds de annexatie van het Forepark in 2002 behorend tot de gemeente Den Haag.
Met de opening op 1 oktober 1908 van de eerste elektrische spoorlijn van Nederland door de Zuid-Hollandsche Electrische Spoorweg-Maatschappij tussen Rotterdam Hofplein en Scheveningen was er een onderhoudswerkplaats nodig voor het elektrische materieel. Deze kwam natuurlijk langs de Hofpleinlijn te liggen.
Aanvankelijk werd het ZHESM-materieel hier onderhouden, maar na de komst van het materieel '24 in de jaren twintig kwam dit hier ook in onderhoud. Sindsdien is het meeste elektrische reizigersmaterieel dat dienst deed in het westen van Nederland in Leidschendam in onderhoud geweest.
In 2005 werd de Hofpleinlijn verbouwd voor RandstadRail, met het gevolg dat de werkplaats, die langs de oudste elektrische spoorlijn was gebouwd, geen verbinding meer had met het spoorwegnet. Daarom werd in 2005 een nieuwe verbindingsboog, de Nootdorpboog, aangelegd, die het werkplaatscomplex sindsdien verbindt met de spoorlijn Gouda - Den Haag.
De werkplaats is in gebruik als Onderhoudsbedrijf (NS Onderhoud, voorheen Lijnwerkplaatsen) van NS Onderhoud & Service.